# OpenBSD Foundation
OpenBSD Foundation är en kanadensisk icke vinstinriktad organisation som ska verka för att stödja operativsystemet OpenBSD som startades 25 juli 2007.
De ansvariga för OpenBSD Foundation är:
- Bob Beck, Edmonton AB
- Kjell Wooding, Calgary AB
- Ken Westerback, Toronto ON